# 1891
Het jaar 1891 is het 91e jaar in de 19e eeuw volgens de christelijke jaartelling.

## Gebeurtenissen
januari
- 1 - De Koninklijke Paketvaart Maatschappij begint met een geregelde dienstregeling tussen de eilanden van Nederlands-Indië te varen.
- 31 - In Porto vindt de Revolte van 31 januari 1891 plaats, een mislukte poging om de monarchie in Portugal ten val te brengen en een republiek op te richten.

februari
- 6 - De Daltons plegen hun eerste treinroof op een trein van de Southern Pacific.
- 15 - In de Slag bij Dolores verslaan de Chileense rebellen het regeringsleger, en verkrijgen zo een vrij gebied in de noordelijke bergen om een voorlopige regering te vestigen.

maart
- 17 - Het Britse passagiersschip s.s. Utopia van de Anchor Line zinkt op weg van Triest naar New York voor Gibraltar na aanvaring met HMS Anson. 563 van de 877 opvarenden komen om het leven.

april
- 4 - Paul Gauguin verlaat Bretagne om zich op Tahiti te vestigen.
- 7 - Phineas Taylor Barnum, de beroemde Amerikaanse showman, overlijdt op 80-jarige leeftijd.

mei
- 1 - Socialistische arbeiders komen in alle Europese steden massaal op straat, om betere arbeidsvoorwaarden en de achturendag te eisen. Bij een schietpartij in Fourmies wordt een manifestatie ten voordele van de achturige werkdag bloedig neergeslagen. Er vallen negen doden en 35 gewonden.
- 15 - Paus Leo XIII publiceert, vrij onverwacht, de encycliek "Rerum Novarum", waarin de uitbuiting van de arbeiders aan de kaak wordt gesteld en op samenwerking van werknemers en werkgevers wordt aangedrongen "om iedereen een menselijk bestaan te geven".
- 15 - Met geldelijke steun van zijn vader begint Gerard Philips aan de Emmasingel te Eindhoven een gloeilampenfabriekje.
- 16 - In Frankfurt am Main wordt de Internationale Elektrotechnische Tentoonstelling van 1891 geopend.
- 19 - Begin van de bouw van de trans-Siberische spoorlijn.
- 20 - De kinetoscoop van Thomas Alva Edison wordt aan het publiek voorgesteld (zie: film).
- 23 - Start van de eerste wielerkoers Bordeaux-Parijs, ingericht door het sportblad Véloce-Sport, ter gelegenheid van de verhuizing van de zetel van het blad van Bordeaux naar Parijs, en loopt over 572 km. Er zijn alleen amateurs uitgenodigd om verzekerd te zijn van de komst van de sterkste Britse wieleramateurs die niet samen met de Franse profs willen rijden.

juni
- 16 - John Abbott wordt minister-president van Canada.
- 21 - Lucien en Paul Nunn verwezenlijken de eerste overdracht van wisselstroom over lange afstand door de Ames centrale bij Telluride in de Verenigde Staten.
- 21 - De krant Het Volk verschijnt voor het eerst.

juli
- 1 - Keizer Wilhelm II van Duitsland begint aan een driedaags staatsbezoek aan Nederland.
- 3 - Opening van de Spoorlijn Brig - Zermatt, die het alpinisme bevordert en de Matterhorn ontsluit.

augustus
- 17 - Ingebruikname van de spoorlijn Schiedam-Maassluis door de Staat der Nederlanden, geëxploiteerd door de HSM.
- 21 - Het liberale kabinet-Van Tienhoven neemt in Nederland het roer over van het confessionele kabinet-Mackay.
- 25 - Koning Leopold II van België ondertekent de wet op de vervoersovereenkomsten.
- 29 - De troepen van het Congres zegevieren in de Chileense Burgeroorlog.

september
- 6 - Start van de eerste wielerkoers Parijs-Brest-Parijs, georganiseerd door het sportblad Le Petit Journal. Na ruim 72 uur komt Charles Terront als eerste over de finish.
- 18 - De Chileense president José Manuel Balmaceda pleegt in de Argentijnse ambassade zelfmoord.
- 28 - De Uruguayaanse voetbalclub Peñarol, meervoudig winnaar van de Copa Libertadores, wordt opgericht.

november
- 3 - De Gazet van Antwerpen publiceert haar allereerste uitgave.
- 9 - Het Nederlandsch Werkliedenverbond Patrimonium houdt het eerste Christelijk-Sociaal Congres. Abraham Kuyper roept in zijn openingsrede de arbeiders op af te zien van verbetering van het lot en in plaats hiervan "het eeuwige leven” op de voorgrond te stellen.
- 13 - Oprichting van Club Brugge.

december
- 15 - James Naismith vindt het basketbal uit.
- 29 - Thomas Edison patenteert de radiotelegrafie.

zonder datum
- Oman wordt een Brits protectoraat.
- Het "Internationaal Socialistisch Bureau" wordt gesticht.
- Cornelis Lely maakt het eerste plan voor afsluiting van de Zuiderzee.
- Oscar Wilde schrijft The Picture of Dorian Gray.
- John Boyd Dunlop sticht de bandenfabriek Dunlop.
- De Open Franse Tenniskampioenschappen worden voor het eerst gehouden.
- De schoolmeester Cornelis Johannes Kieviet publiceert een geruchtmakend jongensboek: "Uit het leven van Dik Trom".
- Uitvinding van de couveuse door de Franse arts Alexandre Lion.

## Muziek
- Sergei Rachmaninov componeert zijn Pianoconcert No. 1, Opus 1
- In Wenen, in het Theater an der Wien, vindt de première plaats van de operette Der Vogelhändler van Carl Zeller
- Antonin Dvořák schrijft de ouvertures In de natuur Opus 91 en Karneval Opus 92
- Paul Dukas componeert Polyeucte, een ouverture voor orkeste

### Premières
- 17 januari: eerste uitvoering van Concertstuk voor viool en orkest van Tor Aulin
- 31 januari: eerste uitvoering van Symfonie nr. 4 van Asger Hamerik
- 16 februari: eerste uitvoering van Zes karakterstukken voor viool en piano van Johan Halvorsen
- 14 april: eerste uitvoering van Rabnabryllaup uti Kraakjalund van Halvorsen
- 20 november: eerste uitvoering van Digte af sangenes bog af Holger Drachmann van Christian Sinding

## Beeldende kunst

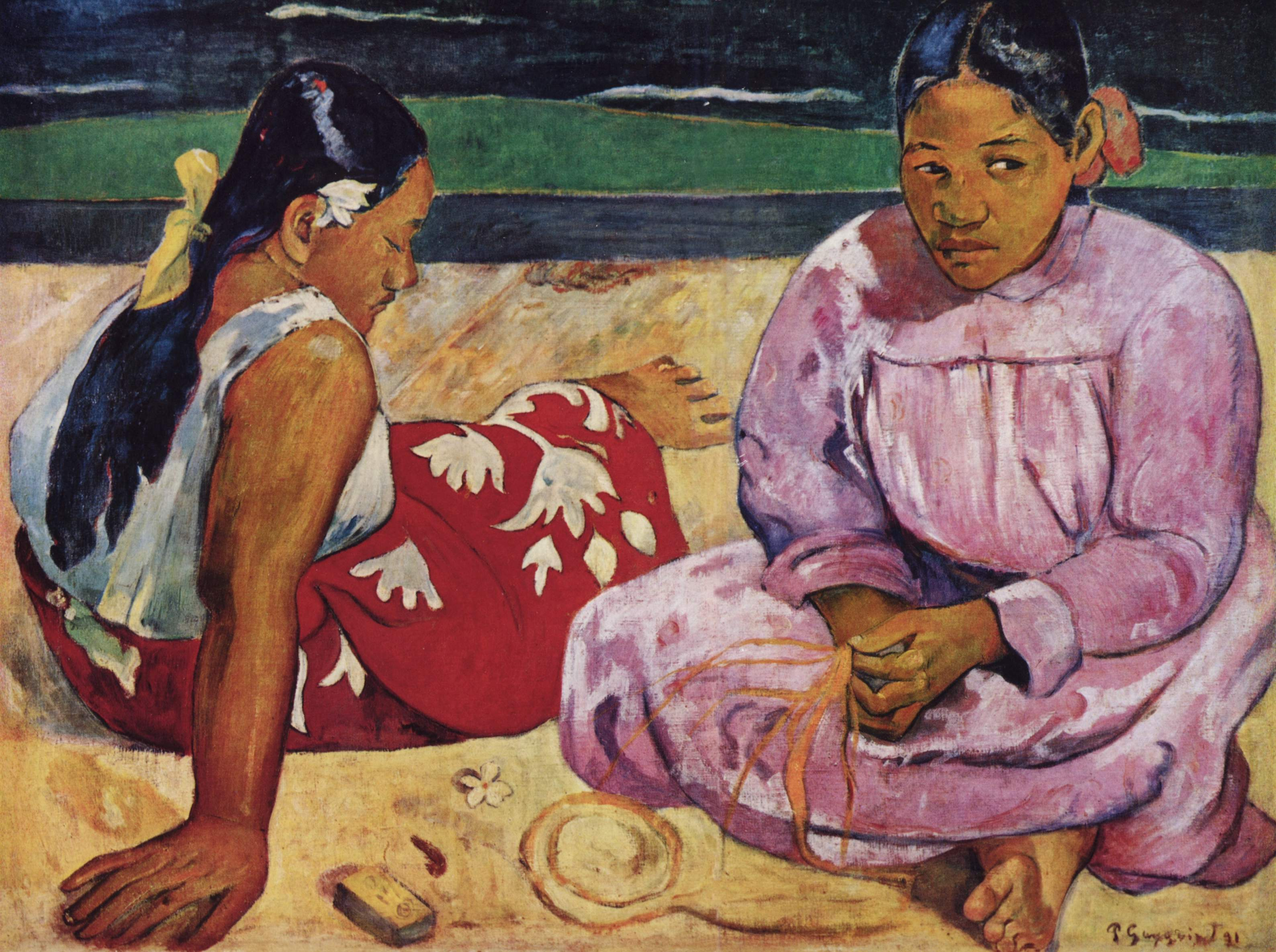
Tahitiaanse vrouw op het strand (1891) Paul Gauguin, Musée d'Orsay
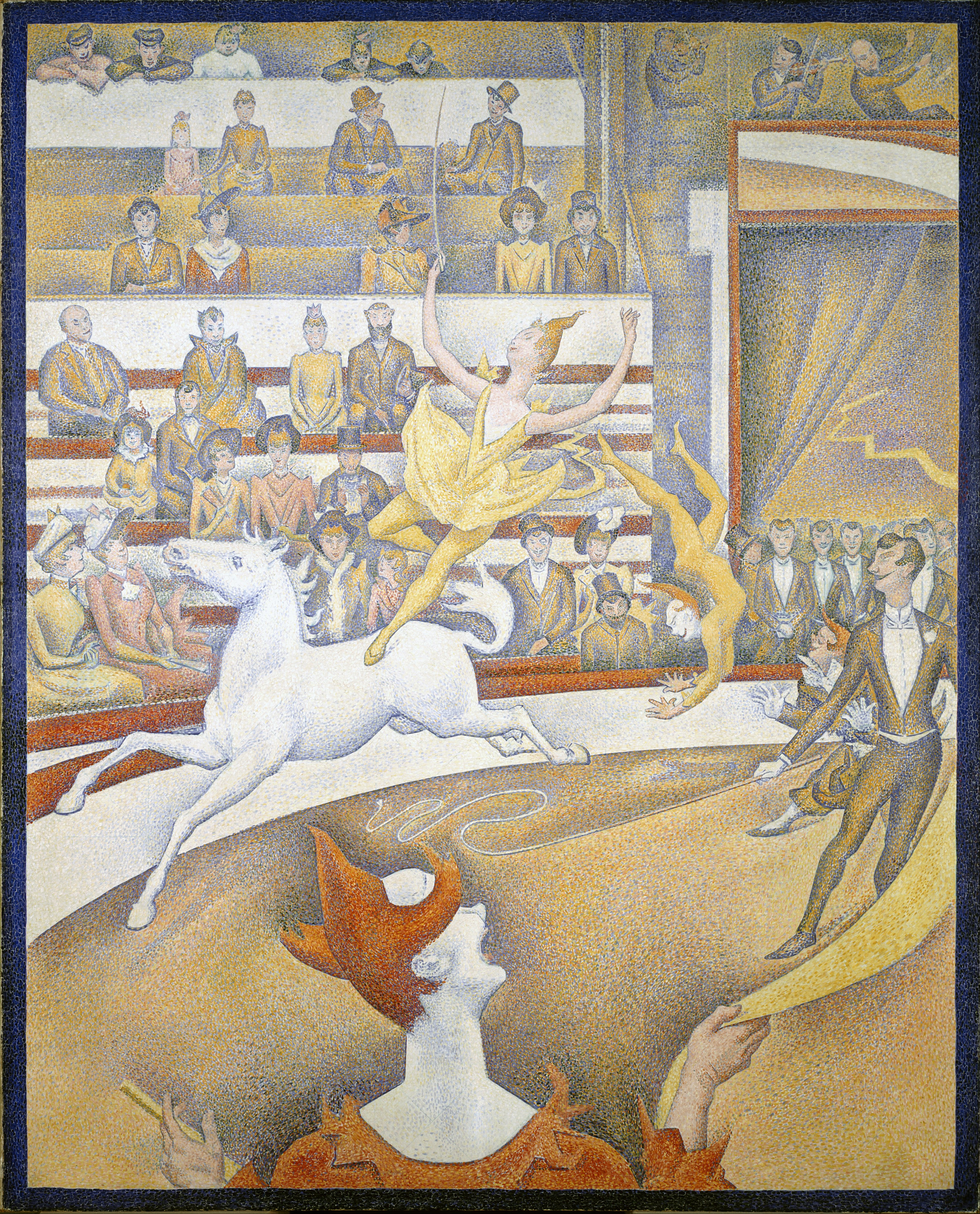
Het circus (1891) Georges Seurat, Musée d'Orsay
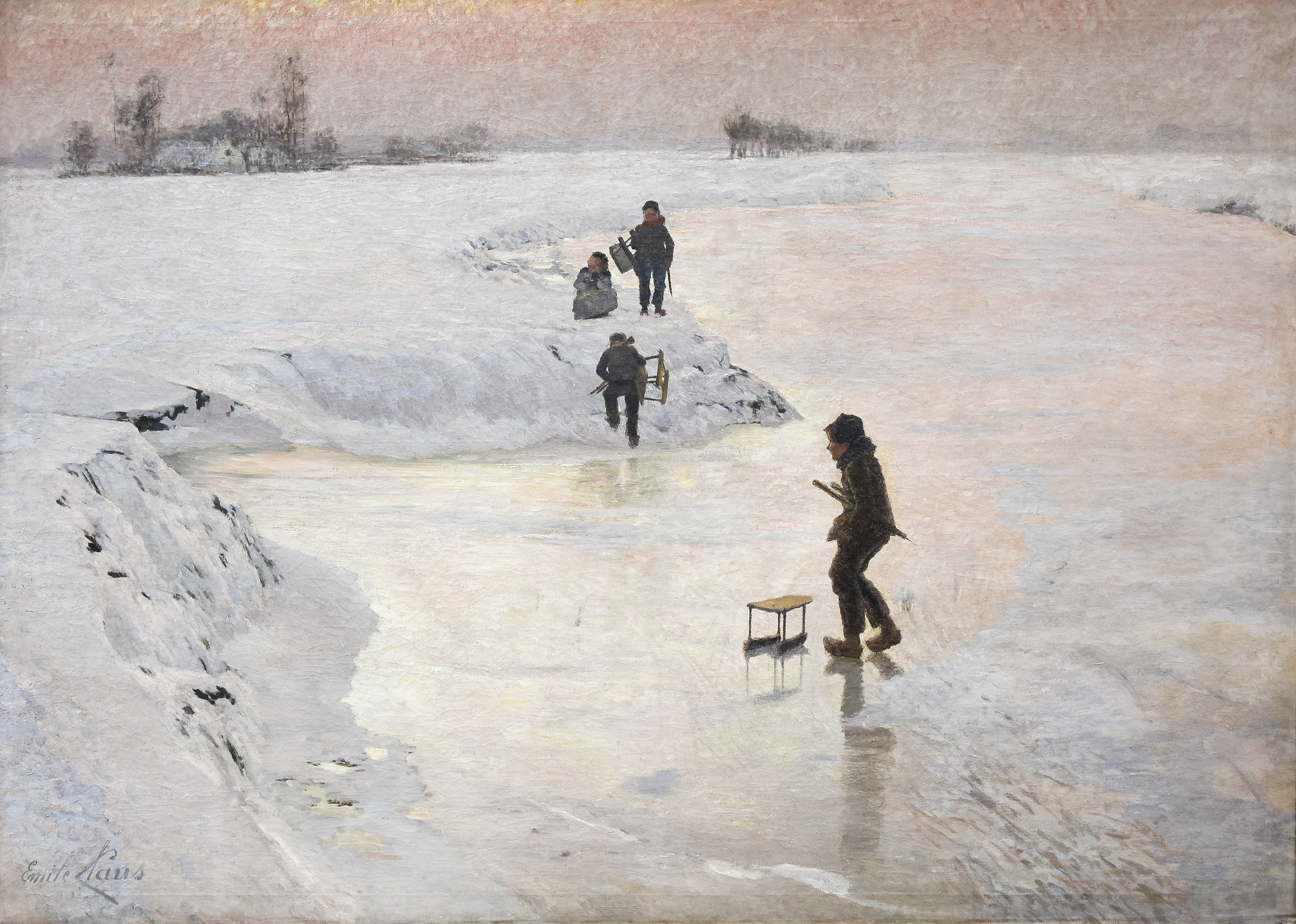
De ijsvogels (1891) Emile Claus, Museum voor Schone Kunsten, Gent

## Bouwkunst

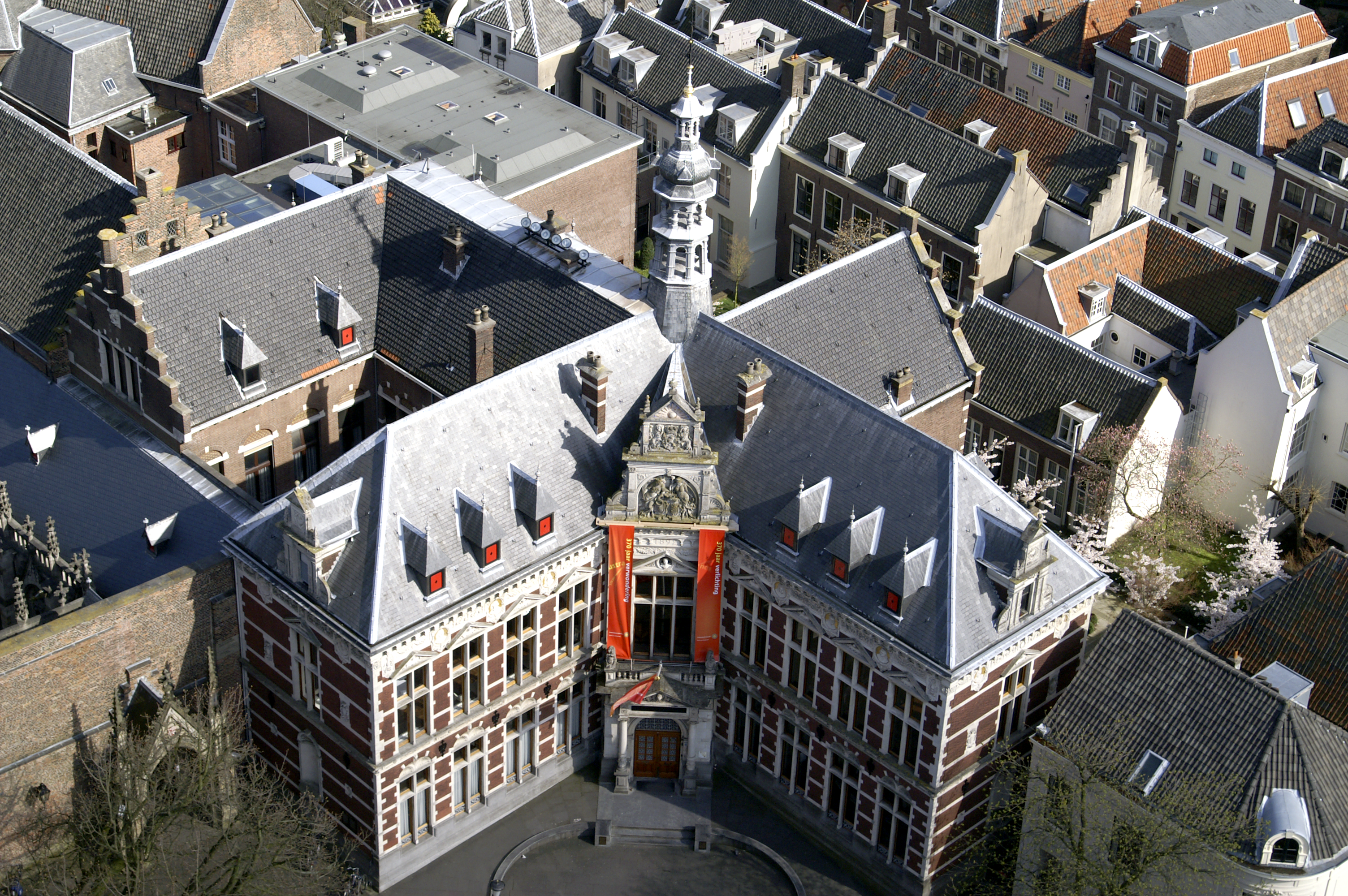
Academiegebouw, Utrecht Cornelis Vermeijs
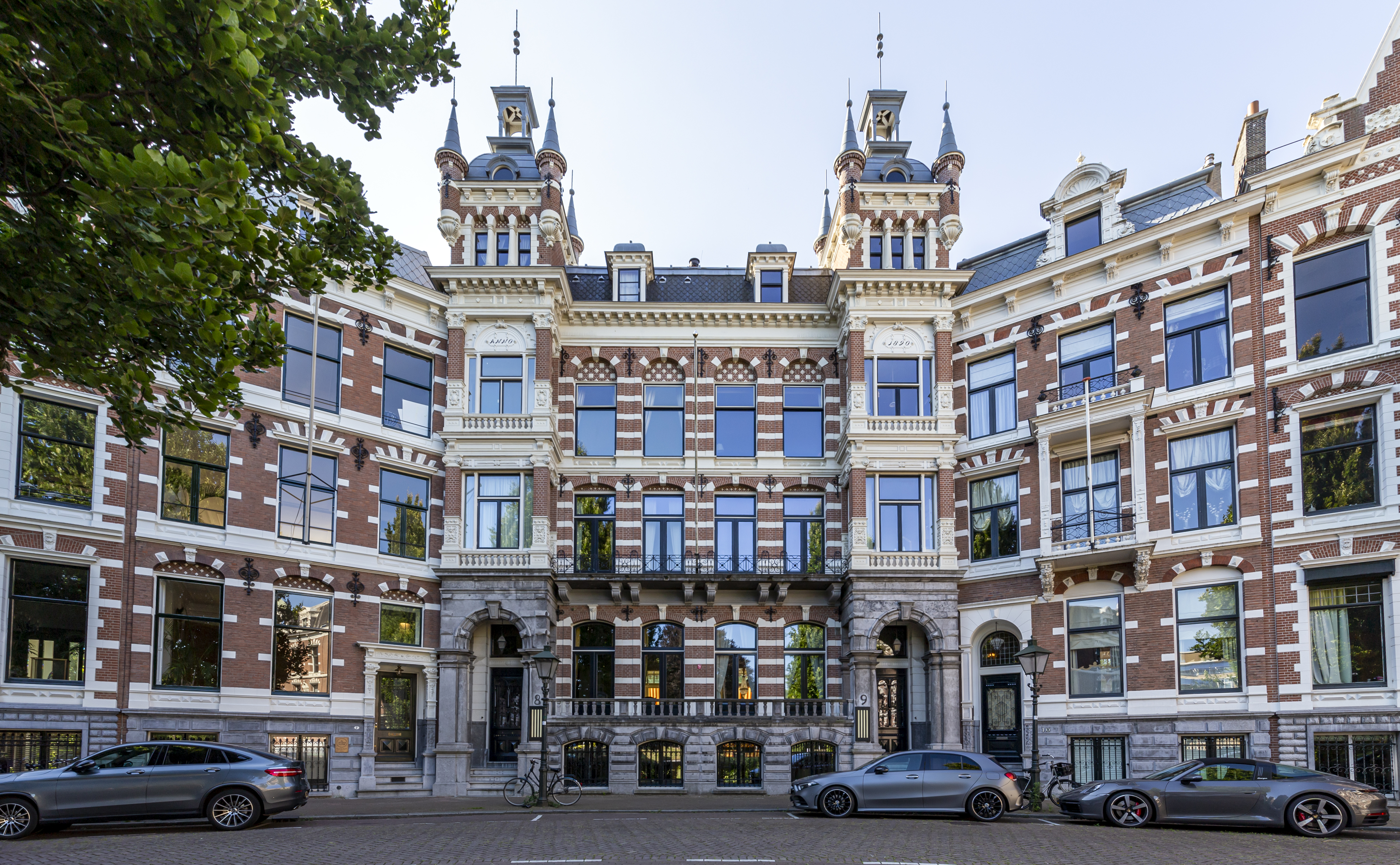
Koningin Emmaplein (Rotterdam) (1878) Jan Christiaan van Wijk
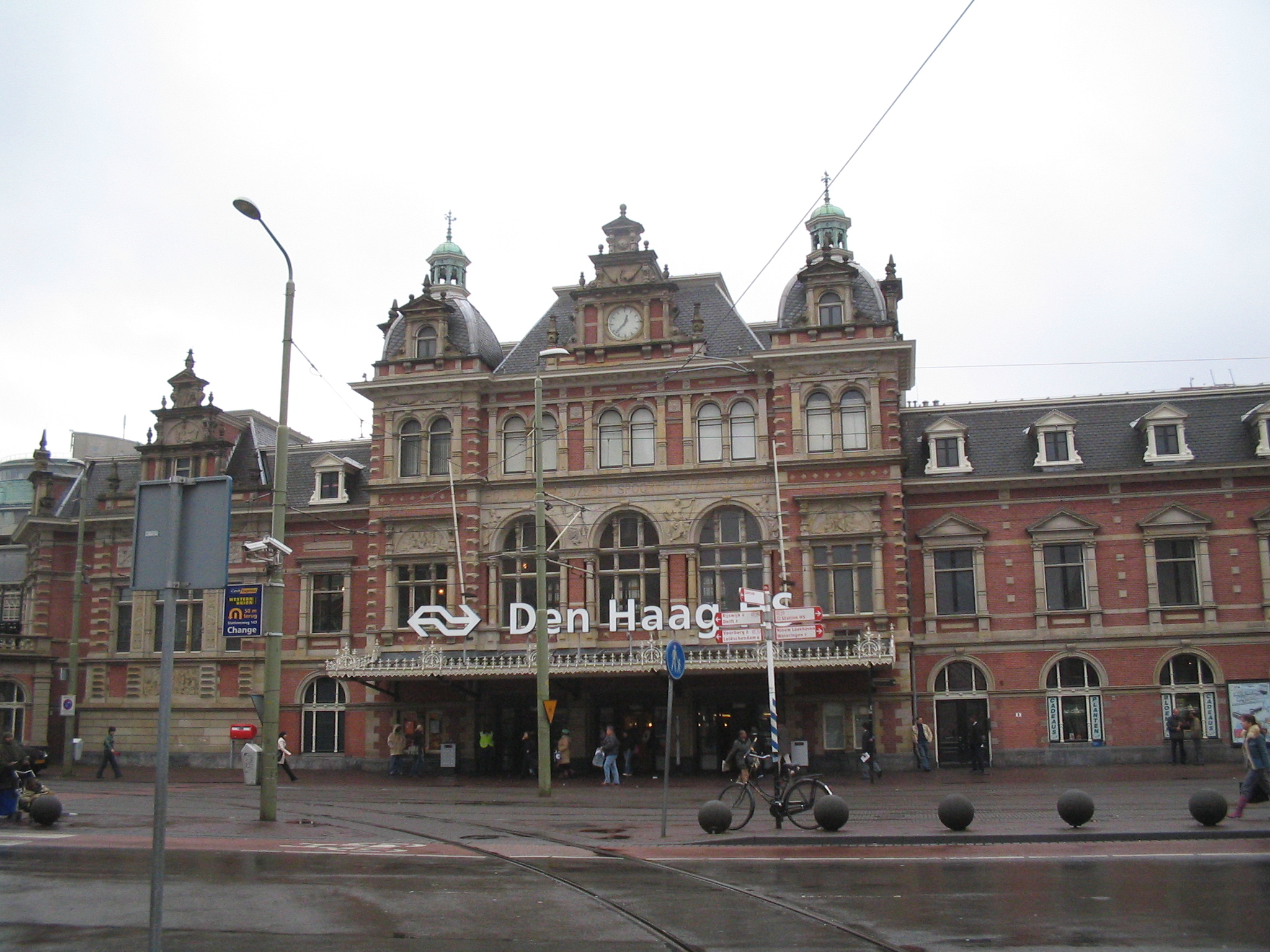
Station Den Haag HS (1891) D.A.N. Margadant

## Geboren

### januari
- 5 - Johan Boskamp, Nederlands acteur (overleden 1976)
- 8 - Walther Bothe, Duits natuurkundige, winnaar van de Nobelprijs voor de Natuurkunde in 1954 (overleden 1957)
- 14 - Ville Kyrönen, Fins atleet (overleden 1959)
- 17 - Jelle Troelstra, Nederlands beeldend kunstenaar (overleden 1979)
- 24 - Walter Model, Duits veldmaarschalk (overleden 1945)
- 25 - Wellman Braud, Amerikaans bassist (overleden 1966)
- 27 - René Wijers, Nederlands politicus (overleden 1973)

### februari
- 2 - Antonio Segni, Italiaans politicus (president 1962-1964) (overleden 1972)
- 3 - Jan Donner, Nederlands jurist en politicus (overleden 1981)
- 8 - Irène van der Bracht, eerste vrouwelijke hoogleraar van België (overleden 1941)
- 11 - Joseph Slepian, Amerikaans elektrotechnicus (overleden 1969)
- 13 - Grant Wood, Amerikaans kunstenaar (overleden 1942)
- 16 - Pietro Parente, Italiaans kardinaal (overleden 1986)
- 17 - Willi Fick, Duits voetballer (overleden 1913)
- 17 - Adolf Fraenkel, Duits wiskundige (overleden 1965)
- 17 - Ricardo Paras jr., Filipijns politicus en rechter (overleden 1984)
- 22 - Jan Wils, Nederlands architect van onder meer het Olympisch Stadion in Amsterdam (overleden 1972)
- 27 - David Sarnoff, Amerikaans radio- en televisiepionier (overleden 1971)

### maart
- 2 - Tomas Confesor, Filipijns politicus (overleden 1951)
- 9 - Erik Kugelberg, Zweeds atleet (overleden 1975)
- 11 - Michael Polanyi, Hongaars-Brits wetenschapper (overleden 1976)
- 14 - Jan P. Strijbos, Nederlands natuurliefhebber, -fotograaf en publicist (overleden 1983)
- 17 - Ross McLarty, 17e premier van West-Australië (overleden 1962)
- 24 - Charley Toorop, Nederlands schilderes (overleden 1955)
- 24 - Sergej Vavilov, Russisch natuurkundige (overleden 1951)
- 25 - Filip De Pillecyn, Vlaams schrijver en collaborateur (overleden 1962)
- 29 - Sybren Tulp, Nederlands militair en hoofdcommissaris van politie (overleden 1942)

### april
- 2 - Max Ernst, Duits schilder (overleden 1976)
- 3 - Trien de Haan-Zwagerman, Nederlands activiste en politica (overleden 1986)
- 5 - Arnold Jackson, Brits atleet en militair (overleden 1972)
- 5 - Laura Vicuña, Chileens zalige (overleden 1904)
- 7 - Martha May Eliot, Amerikaans arts (overleden 1978)
- 13 - Nella Larsen, Afro-Amerikaans schrijfster (overleden 1964)
- 16 - Dora Richter, Tsjechische transvrouw, eerste persoon die een succesvolle geslachtsbevestigende operatie onderging (overleden 1966)
- 17 - George Adamski, Pools-Amerikaans schrijver (overleden 1965)
- 23 - Sergej Prokofjev, Russisch componist (overleden 1953)
- 25 - Constant van Wessem, Nederlands schrijver en vertaler (overleden 1954)

### mei
- 10 - Anton Dostler, Duits generaal (overleden 1945)
- 10 - Maximo Kalaw, Filipijns schrijver, bestuurder en politicus (overleden 1955)
- 15 - Michail Boelgakov, Russisch schrijver (overleden 1940)
- 16 - Richard Tauber, Oostenrijks zanger (overleden 1948)
- 23 - Pär Lagerkvist, Zweeds schrijver en Nobelprijswinnaar (overleden 1974)
- 23 - Gretchen Lederer, Duits actrice (overleden 1955)
- 25 - Rinke Tolman, Nederlands veldbioloog en schrijver (overleden 1983)

### juni
- 5 - Goedoe Goedoe Thijm, Surinaams zanger en spotdichter (overleden 1966)
- 7 - Jan De Braey, Vlaams architect (overleden 1961)
- 7 - Koos Vorrink, Nederlands politicus (overleden 1955)
- 9 - Cole Porter, Amerikaans componist en liedjesschrijver (overleden 1964)
- 10 - Louella Maxam, Amerikaans actrice (overleden 1970)
- 11 - Hendrik Kaasjager, Nederlands politiecommissaris (overleden 1966)
- 13 - Louis Saalborn, Nederlands acteur, regisseur en kunstschilder (overleden 1957)
- 20 - John A. Costello, Iers staatsman (overleden 1976)

### juli
- 1 - László Deák, Hongaars (SS-)officier en oorlogsmisdadiger (overleden 1946)
- 12 - Jan Pieter Bos, oudste Nederlandse man ooit (overleden 2002)
- 12 - Jetta Goudal, Nederlands-Amerikaans actrice (overleden 1985)
- 29 - Wam Heskes, Nederlands beeldend kunstenaar en acteur (overleden 1973)

### augustus
- 6 - Sixto Orosa sr., Filipijns arts en schrijver (overleden 1981)
- 8 - Willy Bohlander, Nederlands waterpoloër (overleden 1939)
- 9 - Max Tak, Nederlands violist en componist (overleden 1967)
- 12 - Jean Vanderghote, Belgisch politicus en burgemeester (overleden 1953)
- 15 - Willem van Loon, Nederlands touwtrekker (overleden 1975)
- 19 - Ernst Möller, Duits voetballer (overleden 1916)
- 21 - DC Stephenson, Amerikaans leider van de Ku Klux Klan (overleden 1966)
- 21 - Francisco Zulueta, Filipijns senator en rechter (overleden 1947)
- 21 - Emiliano Mercado del Toro, Puerto Ricaans oudste mens ter wereld (overleden 2007)
- 26 - Emmy van Lokhorst, Nederlands schrijfster en literatuurrecensente (overleden 1970)

### september
- 2 - Coenraad Lodewijk Boer, Nederlands dirigent (overleden 1984)
- 4 - Fritz Todt, Duits ingenieur en minister in het Derde Rijk (overleden 1942)
- 16 - Karl Dönitz, Duits militair en staatshoofd (overleden 1980)
- 20 - Henk Hemsing, Nederlands schoonspringer (overleden 1971)
- 22 - Jaap Stotijn, Nederlands hoboïst en muziekpedagoog (overleden 1970)
- 23 - Gösta Holmér, Zweeds atleet (overleden 1983)

### oktober
- 1 - Gerrit van Burink, Nederlands communist en nationaalsocialist (overleden 1961)
- 7 - Hendrik Wiegersma, Nederlands arts en kunstenaar (overleden 1969)
- 11 - Hans Liesche, Duits atleet (overleden 1979)
- 12 - Edith Stein, Joods-Duits filosofe en heilige van de Rooms-Katholieke Kerk (overleden 1942)
- 13 - Herman Hoogland, Nederlands wereldkampioen dammen 1912 (overleden 1955)
- 13 - Bernardus IJzerdraat, Nederlands verzetsheld (overleden 1941)
- 14 - Rubens Salles, Braziliaans voetballer en trainer (overleden 1934)
- 15 - Reginald Warneford, officier van de Royal Naval Air Service (overleden 1915)
- 20 - James Chadwick, Brits natuurkundige, ontdekker van het neutron (overleden 1974)
- 24 - Rafael Trujillo, president van de Dominicaanse Republiek (overleden 1961)

### november
- 2 - Helmuth Weidling, Duits generaal (overleden 1955)
- 3 - Jur Haak, Nederlands voetballer en atleet (overleden 1945)
- 7 - Rosa Spier, Nederlands harpiste (overleden 1967)
- 14 - Frederick Banting, Canadees arts, Nobelprijs voor de Geneeskunde in 1923 (overleden 1941)
- 14 - Jarl Öhman, Fins voetballer en voetbalcoach (overleden 1936)
- 15 - William Averell Harriman, Amerikaans politicus (overleden 1986)
- 15 - Erwin Rommel, Duits veldmaarschalk (overleden 1944)
- 21 - Just Göbel, Indonesisch-Nederlands doelman (overleden 1984)

### december
- 2 - Otto Dix, Duits schilder en graficus (overleden 1969)
- 7 - Marcel Cordemans, Belgisch journalist; eerste hoofdredacteur van De Standaard (overleden 1991)
- 8 - John Langenus, Belgisch voetbalscheidsrechter (overleden 1952)
- 10 - Nelly Sachs, Duits-Zweeds schrijfster en Nobelprijswinnares (overleden 1970)
- 21 - Philipp Etter, Zwitsers politicus (overleden 1977)
- 24 - Virginia Dighero-Zolezzi, Italiaans 110-plusser (oudste Italiaanse) (overleden 2005)
- 25 - Poul "Tist" Nielsen, Deens voetballer (overleden 1962)
- 26 - Henry Miller, Amerikaans schrijver (overleden 1980)
- 30 - Antoine Pinay, premier van Frankrijk (overleden 1994)

## Overleden
januari
- 4 - Charles Samuel Keene (67), Engels illustrator en karikaturist
- 5 - Guillaume Louis Baud (89), Nederlands politicus
- 17 - Johannes Verhulst (74), Nederlands componist en dirigent
- 25 - Henri de Brouckère (90), Belgisch liberaal politicus en premier
- 25 - Theo van Gogh (33), broer van Vincent van Gogh
- 28 - Nicolaus Otto (58), mede-uitvinder van de verbrandingsmotor

februari
- 9 - Johan Barthold Jongkind (71), Nederlands kunstschilder
- 10 - Sofja Kovalevskaja (41), Russisch wiskundige
- 14 - William Tecumseh Sherman (71), Amerikaans militair

maart
- 29 - Georges Seurat (31), Frans pointillistisch schilder

april
- 24 - Helmuth Karl Bernhard von Moltke (90), Duits generaal-veldmaarschalk; stafchef van het Pruisische leger

mei
- 1 - Eduard Schönfeld (62), Duits astronoom
- 8 - Alexander Keyserling (75), Lets geoloog en paleontoloog
- 28 - Peter Martin Duncan (70), Engels paleontoloog en zoöloog

juni
- 6 - Sir John Macdonald (76), eerste minister-president van Canada
- 23 - Wilhelm Eduard Weber (86), Duits natuurkundige en filosoof

juli
- 1 - Mihail Kogălniceanu (73), Roemeens politicus

augustus
- 8 - Evert Margry (49), Nederlands architect
- 14 - Sarah Polk (87), Amerikaans first lady (echtgenote van president James K. Polk)
- 18 - Louis Paulsen (58), Duits-Amerikaans schaker
- 22 - Jan Neruda (57), Tsjechisch schrijver
- 22 - Jozef-August Opsomer (78), Belgisch politicus

september
- 13 - Adolphe de Chambrun (60), Frans diplomaat
- 15 - Karel Marinus Giltay (80), Nederlands arts
- 14 - Johannes Bosboom (74), Nederlands schilder
- 27 - Ivan Gontsjarov (79), Russisch schrijver
- 28 - Herman Melville (72), Amerikaans schrijver

oktober
- 15 - Gilbert Arthur à Beckett (54), Engels schrijver

november
- 10 - Arthur Rimbaud (37), Frans dichter

december
- 13 - Jean Stas (78), Belgisch scheikundige
- 20 - Friedrich Otto Gustav Quedenfeldt (74), Duits entomoloog
- 30 - Laureano Guevarra (40), Filipijns schoenfabrikant
- 31 - Domenico Agostini (66), Patriarch van Venetië

## Weerextremen in België
- winter: Deze winter telt het minst aantal regendagen ooit: 31 (normaal 55,2).
- winter: Na 1964 winter met laagste neerslagtotaal: 63,7 mm (normaal 202,1 mm).
- april: April met hoogste relatieve vochtigheid: 88 % (normaal 76,6 %).
- lente: Na 1983 lente met laagste zonneschijnduur: 326 (normaal 545,9 u).

Bron: KMI Gegevens Ukkel 1901-2003  met aanvullingen 